# Canoagem nos Jogos Olímpicos de Verão de 2020 - C-2 500 m feminino
A competição do C-2 500 metros feminino da canoagem nos Jogos Olímpicos de Verão de 2020 ocorreu nos dias 6 e 7 de agosto de 2021 no Sea Forest Waterway, em Tóquio. Um total de 28 canoístas de 14 Comitês Olímpicos Nacionais (CON) participaram do evento.
Foi a estreia do evento, substituindo o K-2 200 m masculino, após aprovação do Comitê Olímpico Internacional visando a igualdade de gênero.

## Qualificação
Cada Comitê Olímpico Nacional (CON) poderia qualificar apenas um barco (de 2 canoístas) para o evento. Um total de 13 vagas de qualificação estavam disponíveis, inicialmente alocadas conforme o seguinte:
- 8 vagas concedidas pelo Campeonato Mundial de Canoagem de Velocidade de 2019;
- 5 vagas concedidas através de torneios continentais, 1 por continente.

As vagas de qualificação eram concedidas ao CON, não às canoístas individuais que conquistaram a vaga.
Como o torneio continental das Américas foi cancelado, aquela vaga foi alocada através do Campeonato Mundial, indo para o Japão. A vaga da África também foi alocada, com a Europa recebendo uma segunda vaga.

## Formato
A canoagem de velocidade utiliza um formato de quatro fases para eventos com pelo menos 11 barcos, com eliminatórias, quartas de final, semifinais e finais. Para um evento com 14 barcos, as fases são conforme abaixo:
- Eliminatórias: duas baterias com 7 barcos em cada. Os dois melhores barcos em cada bateria (4 no total) avançam diretamente às semifinais, com os outros 10 barcos indo às quartas de final;
- Quartas de final: duas baterias com 5 barcos em cada. Os três melhores barcos em cada bateria (6 no total) avançam às semifinais, com os 4 restantes eliminados da briga por medalhas e competindo na final B;
- Semifinais: duas baterias com 5 barcos em cada. Os quatro melhores barcos em cada eliminatória (8 no total) avançam à final A, com os dois barcos restantes fora da briga por medalhas e indo para a final B;
- Finais: a final A consiste nos melhores 8 barcos, concedendo medalhas aos três primeiros e classificando até o oitavo lugar. A final B conta com os 6 barcos restantes, classificando até o 14º lugar.

O percurso é um trajeto de águas planas com 9 metros de largura. O nome do evento descreve o formato particular da canoagem de velocidade. O formato "C" significa uma canoa, na qual o canoísta fica ajoelhado e utiliza um único remo para remar e dirigir (em oposição ao caiaque, em que o canoísta fica sentado, utiliza dois remos e tem um leme operado pelo pé). O "2" é o número de canoístas em cada barco. Os "500 metros" são a distância da prova.

## Calendário
Horário local (UTC+9)
| Dia         | Horário | Fase             |
| ----------- | ------- | ---------------- |
| 6 de agosto | 9:30    | Eliminatórias    |
| 6 de agosto | 11:20   | Quartas de final |
| 7 de agosto | 9:30    | Semifinal        |
| 7 de agosto | 11:30   | Final            |

## Medalhistas
| Ouro   | CHN Xu Shixiao e Sun Mengya                   |
| Prata  | UKR Liudmyla Luzan e Anastasiia Chetverikova  |
| Bronze | CAN Laurence Vincent Lapointe e Katie Vincent |

## Resultados

### Eliminatórias
O evento começou com as eliminatórias em 6 de agosto de 2021. Os dois primeiros barcos em cada bateria avançam diretamente para as semifinais e os restantes para as quartas de final.

#### Eliminatória 1
| Pos. | Raia | Canoístas                               | CON             | Tempo    | Notas  |
| ---- | ---- | --------------------------------------- | --------------- | -------- | ------ |
| 1    | 6    | Xu Shixiao Sun Mengya                   | CHN China       | 1:57.870 | OB, SF |
| 2    | 5    | Lisa Jahn Sophie Koch                   | GER Alemanha    | 2:01.184 | SF     |
| 3    | 1    | Laurence Vincent Lapointe Katie Vincent | CAN Canadá      | 2:02.170 | QF     |
| 4    | 3    | Dilnoza Rakhmatova Nilufar Zokirova     | UZB Uzbequistão | 2:04.854 | QF     |
| 5    | 1    | Irina Andreeva Olesia Romasenko         | ROC             | 2:05.604 | QF     |
| 6    | 4    | Karen Roco María Mailliard              | CHI Chile       | 2:09.820 | QF     |
| 7    | 7    | Bernadette Wallace Josephine Bulmer     | AUS Austrália   | 2:11.322 | QF     |

#### Eliminatória 2
| Pos. | Raia | Canoístas                              | CON              | Tempo    | Notas |
| ---- | ---- | -------------------------------------- | ---------------- | -------- | ----- |
| 1    | 3    | Liudmyla Luzan Anastasiia Chetverikova | UKR Ucrânia      | 2:01.156 | SF    |
| 2    | 4    | Virág Balla Kincső Takács              | HUN Hungria      | 2:02.344 | SF    |
| 3    | 5    | Yarisleidis Cirilo Katherin Nuevo      | CUB Cuba         | 2:03.229 | QF    |
| 4    | 7    | Daniela Cociu Maria Olărașu            | MDA Moldávia     | 2:06.070 | QF    |
| 5    | 1    | Svetlana Ussova Margarita Torlopova    | KAZ Cazaquistão  | 2:09.024 | QF    |
| 6    | 6    | Daryna Pikuleva Nadzeya Makarchanka    | BLR Bielorrússia | 2:09.799 | QF    |
| 7    | 2    | Manaka Kubota Teruko Kiriake           | JPN Japão        | 2:16.791 | QF    |

### Quartas de final
Nas quartas de final, realizadas em 6 de agosto de 2021, os três primeiros barcos em cada bateria avançam para as semifinais e os restantes para a final B.

#### Quartas de final 1
| Pos. | Raia | Canoístas                               | CON              | Tempo    | Notas |
| ---- | ---- | --------------------------------------- | ---------------- | -------- | ----- |
| 1    | 5    | Laurence Vincent Lapointe Katie Vincent | CAN Canadá       | 2:02.259 | SF    |
| 2    | 4    | Daniela Cociu Maria Olărașu             | MDA Moldávia     | 2:03.434 | SF    |
| 3    | 2    | Daryna Pikuleva Nadzeya Makarchanka     | BLR Bielorrússia | 2:04.951 | SF    |
| 4    | 3    | Svetlana Ussova Margarita Torlopova     | KAZ Cazaquistão  | 2:06.179 | FB    |
| 5    | 6    | Bernadette Wallace Josephine Bulmer     | AUS Austrália    | 2:11.180 | FB    |

#### Quartas de final 2
| Pos. | Raia | Canoístas                           | CON             | Tempo    | Notas |
| ---- | ---- | ----------------------------------- | --------------- | -------- | ----- |
| 1    | 5    | Yarisleidis Cirilo Katherin Nuevo   | CUB Cuba        | 2:03.282 | SF    |
| 2    | 4    | Dilnoza Rakhmatova Nilufar Zokirova | UZB Uzbequistão | 2:04.450 | SF    |
| 3    | 3    | Irina Andreeva Olesia Romasenko     | ROC             | 2:04.703 | SF    |
| 4    | 6    | Karen Roco María Mailliard          | CHI Chile       | 2:04.969 | FB    |
| 5    | 2    | Manaka Kubota Teruko Kiriake        | JPN Japão       | 2:08.849 | FB    |

### Semifinais
Nas semifinais, realizadas em 7 de agosto de 2021, os quatro primeiros barcos em cada bateria avançam para a final A e os restantes para a final B.

#### Semifinal 1
| Pos. | Raia | Canoístas                           | CON              | Tempo    | Notas |
| ---- | ---- | ----------------------------------- | ---------------- | -------- | ----- |
| 1    | 4    | Xu Shixiao Sun Mengya               | CHN China        | 2:01.369 | FA    |
| 2    | 3    | Yarisleidis Cirilo Katherin Nuevo   | CUB Cuba         | 2:03.655 | FA    |
| 3    | 5    | Virág Balla Kincső Takács           | HUN Hungria      | 2:04.545 | FA    |
| 4    | 6    | Daniela Cociu Maria Olărașu         | MDA Moldávia     | 2:05.910 | FA    |
| 5    | 2    | Daryna Pikuleva Nadzeya Makarchanka | BLR Bielorrússia | 2:07.205 | FB    |

#### Semifinal 2
| Pos. | Raia | Canoístas                               | CON             | Tempo    | Notas |
| ---- | ---- | --------------------------------------- | --------------- | -------- | ----- |
| 1    | 4    | Liudmyla Luzan Anastasiia Chetverikova  | UKR Ucrânia     | 2:02.893 | FA    |
| 2    | 3    | Laurence Vincent Lapointe Katie Vincent | CAN Canadá      | 2:04.316 | FA    |
| 3    | 5    | Lisa Jahn Sophie Koch                   | GER Alemanha    | 2:04.749 | FA    |
| 4    | 2    | Irina Andreeva Olesia Romasenko         | ROC             | 2:04.968 | FA    |
| 5    | 6    | Dilnoza Rakhmatova Nilufar Zokirova     | UZB Uzbequistão | 2:09.614 | FB    |

### Finais
Nas finais, realizadas em 7 de agosto de 2021, os barcos participantes da final A disputaram as medalhas e os da final B para ficar entre a 9ª e a 14ª colocação.

#### Final A
| Pos.              | Raia | Canoístas                               | CON          | Tempo    | Notas |
| ----------------- | ---- | --------------------------------------- | ------------ | -------- | ----- |
| Medalha de ouro   | 5    | Xu Shixiao Sun Mengya                   | CHN China    | 1:55.495 | OB    |
| Medalha de prata  | 4    | Liudmyla Luzan Anastasiia Chetverikova  | UKR Ucrânia  | 1:57.499 |       |
| Medalha de bronze | 6    | Laurence Vincent Lapointe Katie Vincent | CAN Canadá   | 1:59.041 |       |
| 4                 | 2    | Lisa Jahn Sophie Koch                   | GER Alemanha | 1:59.943 |       |
| 5                 | 7    | Virág Balla Kincső Takács               | HUN Hungria  | 2:00.289 |       |
| 6                 | 3    | Yarisleidis Cirilo Katherin Nuevo       | CUB Cuba     | 2:01.623 |       |
| 7                 | 1    | Daniela Cociu Maria Olărașu             | MDA Moldávia | 2:01.750 |       |
| 8                 | 8    | Irina Andreeva Olesia Romasenko         | ROC          | 2:04.875 |       |

#### Final B
| Pos. | Raia | Canoístas                           | CON              | Tempo    | Notas |
| ---- | ---- | ----------------------------------- | ---------------- | -------- | ----- |
| 9    | 3    | Karen Roco María Mailliard          | CHI Chile        | 2:02.698 |       |
| 10   | 5    | Daryna Pikuleva Nadzeya Makarchanka | BLR Bielorrússia | 2:04.351 |       |
| 11   | 4    | Dilnoza Rakhmatova Nilufar Zokirova | UZB Uzbequistão  | 2:04.658 |       |
| 12   | 6    | Svetlana Ussova Margarita Torlopova | KAZ Cazaquistão  | 2:04.859 |       |
| 13   | 2    | Bernadette Wallace Josephine Bulmer | AUS Austrália    | 2:05.698 |       |
| 14   | 7    | Manaka Kubota Teruko Kiriake        | JPN Japão        | 2:06.196 |       |

Legenda
| Recorde mundial      | Recorde mundial (World record)               |                       | Recorde africano                      | Recorde africano (African) |                                           | Q | Classificado por posição (Qualified) |
| Recorde olímpico     | Recorde olímpico (Olympic record)            | Recorde da América    | Recorde da América (Americas)         | q                          | Classificado por melhor tempo (Qualified) |   |                                      |
| Melhor marca do ano  | Melhor marca do ano (World leading)          | Recorde asiático      | Recorde asiático (Asian)              | DNS                        | Não largou (Did not start)                |   |                                      |
| Recorde nacional     | Recorde nacional (National record)           | Recorde europeu       | Recorde europeu (European)            | DNF                        | Não terminou (Did not finish)             |   |                                      |
| Recorde pessoal      | Recorde pessoal do atleta (Personal best)    | Recorde da Oceania    | Recorde da Oceania (Oceania)          | DSQ / DQ                   | Desclassificado (Disqualified)            |   |                                      |
| Recorde da temporada | Recorde da temporada do atleta (Season best) | Recorde sul-americano | Recorde sul-americano (South America) | NM                         | Sem marca (No mark)                       |   |                                      |